# 고미소 (수영 선수)
고미소(1997년 9월 4일 ~ )는 대한민국의 여자 수영 선수이다.

## 학력
- 인천담방초등학교
- 상인천여자중학교
- 인천체육고등학교

## 수상 내역
- 2015 제96회 전국체육대회 수영 여자고등부 자유형 100m 금메달 "한국신기록"
- 2015 제96회 전국체육대회 수영 여자고등부 자유형50m금메달
- 2014 제95회 전국체육대회 수영 여자고등부 자유형100m 금메달
- 2014 제95회 전국체육대회 수영 여자고등부 자유형 50m 금메달
- 2014 제33회 대통령배전국수영대회 여자고등부 자유형 200m 금메달
- 2014 제33회 대통령배전국수영대회 여자고등부 자유형 50m 금메달
- 2013 제94회 전국체육대회 수영 여자고등부 자유형 50m 금메달
- 2013 제94회 전국체육대회 수영 여자고등부 계영 400m 은메달
- 2013 제94회 전국체육대회 수영 여자고등부 혼계영 400m 금메달
- 2013 제94회 전국체육대회 수영 여자고등부 자유형 100m 금메달
- 2013년 제2회 난징아시아청소년게임 중국난징 자유형50 금메달
- 2013년 제2회 난징아시아청소년게임 중국난징 자유형100 금메달
- 2013년 제2회 난징아시아청소년게임 중국난징 혼계영 금메달
- 2013년 제2회 난징아시아청소년게임 중국난징 계영400금메달
- 2013년 제2회 난징아시아청소년게임 중국난징 계영800 금메달